# Aucklandbeckasin
Aucklandbeckasin (Coenocorypha aucklandica) är en vadarfågel i familjen snäppor som förekommer i ögrupper kring Nya Zeeland.

## Kännetecken

### Utseende
Aucklandbeckasinen är en liten (23 cm) och kompakt beckasin med mycket korta ben och en lång näbb som är något nedåtböjd längst ut. Näbben är brun och något nedåtböjd längst ut. Hjässan är längsbandad i svart och brunt eller rödbrunt. Resten av kroppen är fläckad i samma färger. Honan är större än hanen. Den skiljer sig från snaresbeckasinen genom längre näbb, obandad bukmitt och djupare rödbrun ovansida, medan mindre chathambeckasinen är mycket mindre. Inga av dessa förekommer dock i aucklandbeckasinens utbredningsområde.

### Läte
Hanen har ett revirläte som består av en serie vibrerande toner. Den skapar också likt andra beckasiner ett läte i spelflykt när de yttre stjärtpennorna vibrerar i luften, likt ett passerande jetplan eller kedja som sänks ner i en båt.

## Utbredning och systematik
Aucklandbeckasinen förekommer i ögrupper kring Nya Zeeland. Trots namnet förekommer den inte bara i Aucklandöarna. Den delas in i tre underarter med följande utbredning:
- Coenocorypha aucklandica aucklandica – förekommer i Aucklandöarna
- Coenocorypha aucklandica meinertzhagenae – förekommer i Antipodöarna
- Coenocorypha aucklandica perseverance – förekommer i Campbellöarna

Tidigare behandlades snaresbeckasinen (Coenocorypha huegeli), mindre chathambeckasin (C. pusilla) samt de båda utdöda arterna nordöbeckasin (C. barrierensis) och sydöbeckasin (C. iredalei) som underarter till aucklandbeckasinen. Numera urskiljs de dock vanligen som skilda arter, alternativt att iredalei och barrierensis behandlas som underarter till huegeli.

## Levnadssätt
Aucklandbeckasinen föredrar områden med tät markvegetation där den livnär sig på en stor variation av ryggradslösa djur. Den häckar på marken och lägger generellt ägg från mitten av august till april, med nominatformen från slutet av september till januari och meinertzhagenae från mitten av augusti till början av november.

## Status och hot
I ett historiskt perspektiv har aucklandbeckasinen minskat kraftigt i antal och försvunnit från stora delar av sitt utbredningsområde, huvudsakligen på grund av predation från invasiva arter. Idag återfinns den på några få predatorfria öar och beståndet anses vara stabilt. Med tanke på det begränsade utbredningsområdet kategoriserar internationella naturvårdsunionen IUCN den dock som nära hotad (NT). Världspopulationen uppskattas preliminärt till 20 000–50 000 vuxna individer.